# Pressatura isostatica a caldo
La tecnica hot isostatic pressing (HIP) (in lingua italiana pressatura isostatica a caldo) è un processo manifatturiero, chiamato impropriamente spesso "hippatura" dall'acronimo inglese, teorizzato negli anni settanta, usato per ridurre la porosità dei metalli e incrementare la densità di molti ceramici. Questo aumenta la resilienza e la lavorabilità.
Il processo HIP consiste nel porre un oggetto in un ambiente gassoso ad elevata temperatura e elevata pressione isostatica. Il gas maggiormente utilizzato è argon. Gas inerte che non reagisce chimicamente col materiale. La camera è calda, aumentando la pressione nell'autoclave. La pressione agisce uniformemente su tutte le superfici, da qui il termine "isostatico".
Per fusioni, i metalli in polvere possono essere solidificati con questo metodo, il gas inerte raggiunge una pressione tra 50,7 MPa e 310 MPa. Le temperature variano tra 482 °C e 1320 °C per fusioni di alluminio per superleghe di nickel. Quando il materiale è soggetto a HIP, vengono eliminate la microporosità attraverso la combinazione di deformazione plastica, scorrimento viscoso, e diffusion bonding. Si riducono le microfratture, si consolida la polvere metallica, ceramici composti e metal cladding. HIP è usata dopo la sinterizzazione e per la fabbricazione di metal matrix composite.